# 10.º Prêmio Capes de Tese (2015)
O 10º Prêmio Capes de Tese foi um evento organizado em 2015 pela Coordenação de Aperfeiçoamento de Pessoal de Nível Superior (CAPES) com o propósito de premiar as melhores teses de doutorado, de diferentes campos científicos, que foram defendidas no ano de 2014 em instituições de ensino superior brasileiras.
Nesta 10ª edição do Prêmio Capes, entre as teses de doutorado que foram defendidas no ano de 2014 e que haviam sido inscritas pelos programas de pós-graduação stricto sensu de instituições de ensino superior (IES) que participaram do concurso, 48 delas foram selecionadas.

## Homenageados no Grande Prêmio de Tese
Em 2015, manteve-se a retomada pelo Prêmio Capes de Tese de homenagens a nomes da história da ciência no Brasil com a recriação das três categorias que recordavam a memória de cientistas brasileiros que se notabilizaram no passado.
Os cientistas homenageados foram os seguintes:
- Aziz Nacib Ab'Sáber (representando a área de Engenharia, Ciências Exatas e da Terra);
- Paulo Emílio Vanzolini (representando a área de Ciências Biológicas, Ciências da Saúde e Ciências Agrárias);
- Antônio Houaiss (representando a área de Ciências Humanas, Letras e Artes).

## Vencedores
Na edição de 2015 que avaliou as teses de doutorado defendidas em 2014, os vencedores do Grande Prêmio foram as seguintes:

### Grande Prêmio Capes de Tese
|                             | Prêmio da categoria    | Tese | Autor(a)                             | Orientador(a)                              | Universidade | Acesso à tese | Ref. |
| Grande Prêmio Capes de Tese | Aziz Nacib Ab'Sáber    | Interações nanopartícula-células e biomaterial-células induzem mudanças globais em programas de expressão de genes                | Edroaldo Lummertz da Rocha           | Carlos Renato Rambo, Luismar Marques Porto | UFSC         |               |      |
| Grande Prêmio Capes de Tese | Paulo Emílio Vanzolini | Deposição de DNA no fígado como um novo fenômeno da lesão hepática medicamentosa                                                  | Pedro Elias Marques Pereira da Silva | Gustavo Batista de Menezes                 | UFMG         |               |      |
| Grande Prêmio Capes de Tese | Antônio Houaiss        | De condicionantes solares à oportunidades de desenho urbano: otimização de tipo-morfologias urbanas em contexto de clima tropical | Tathiane Agra de Lemos Martins       | Leopoldo Bastos                            | UFRJ         |               |      |